# Sune Jonsson

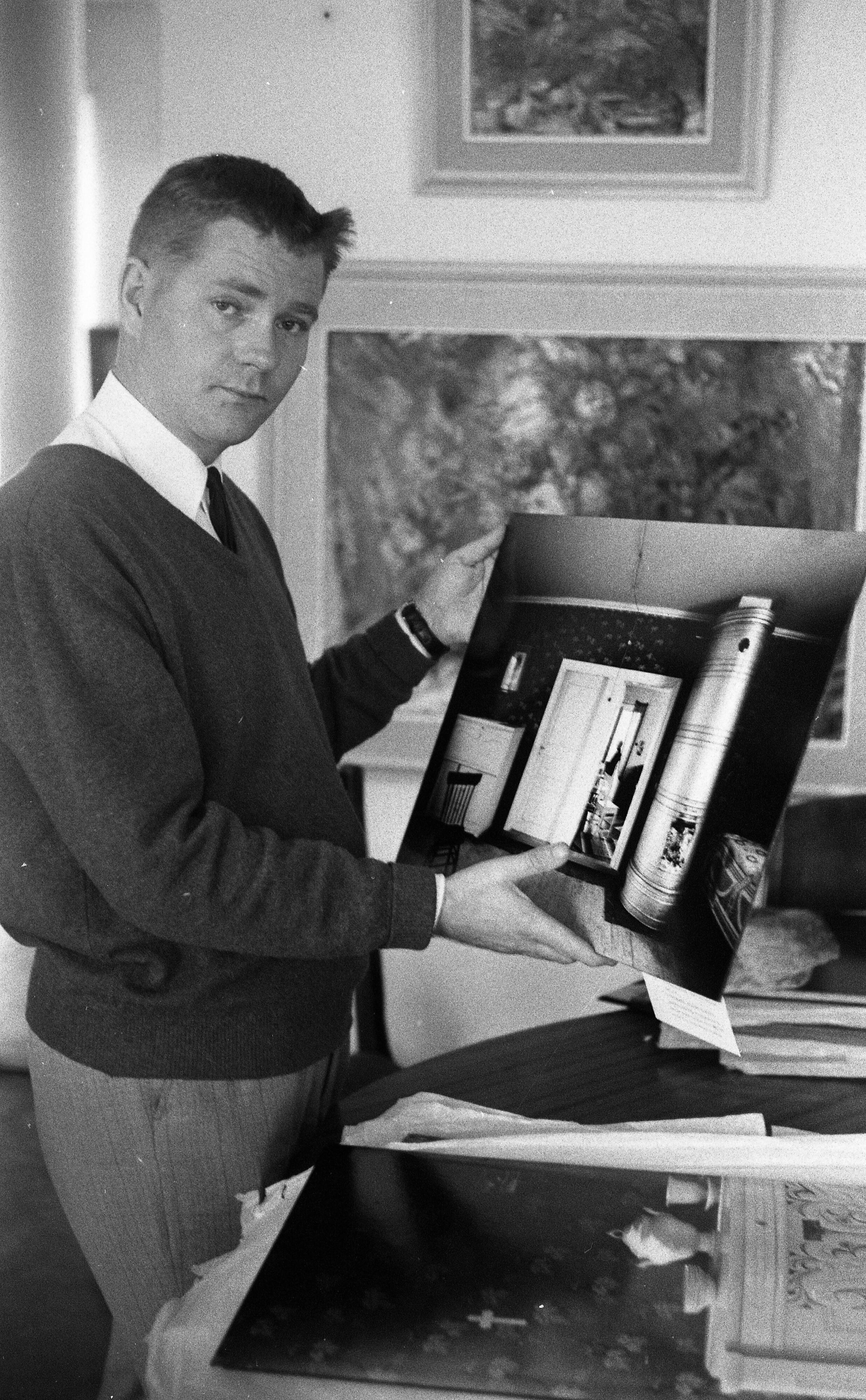
Sune Jonsson im Jahr 1967 in Finnland.

Olov Sune Jonsson (* 20. Dezember 1930 in Nyåker, Gemeinde Nordmaling; † 30. Januar 2009 in Umeå) war ein schwedischer Dokumentarfotograf, -filmemacher und Autor.

## Leben
Sune Jonsson wurde in Nyåker in Nordschweden geboren und zug mit seinen Eltern und Geschwistern später nach Bromma, einem Bezirk der Stadt Stockholm. Er war ein aktiver Amateurfotograf, u. a. in der Photographischen Gesellschaft in Stockholm. Er gründete dort Mitte der 1950er Jahre mit Freunden die Gruppe 7 stockholmare, die zum Ziel hatte, Bild und Text zu nutzen, um Lebensbedingungen von Menschen realistisch wiederzugeben.
Nach seinen Studien der Volkskunde, Literaturwissenschaft und Anglistik in Stockholm und Uppsala kehrte Jonsson Anfang der 1960er-Jahre wieder nach Nordschweden zurück. Sein Debüt-Buch Byn med det blå huset (Das Dorf mit dem blauen Haus) wurde im Jahre 1959 erstveröffentlicht und schildert die Bewohner seines Geburtsortes Nyåker. Wie in seinem zweiten Fotobuch, Timotejvägen (Timoteusweg), spielt das Verhältnis von Text und Bild eine wichtige Rolle.
Zwischen 1961 und 1995 war Jonsson als Fotograf und Feldethnologe für das Västerbotten Museum in Umeå tätig und widmete sich langfristigen kulturfotografischen Arbeiten vor allem in der Provinz Västerbotten. Thematisch setzte sich der Fotograf mit schwedischen Kleinbauern, der vom Menschen geschaffenen Kulturlandschaft und kirchlichen Versammlungen in Nordschweden auseinander. Sein bildliches Schaffen war inspiriert von international bekannten Fotografen wie August Sander, Walker Evans, Dorothea Lange, Wayne Miller sowie Edward Steichens Konzept der The-Family-of-Man-Ausstellung aus dem Jahre 1955. Innerhalb Schwedens waren Ivar Lo-Johansson und sein Werk Den sociala fotobildboken ein großes Vorbild.
Neben seinen Fotoarbeiten war Jonsson auch ein Dokumentarfilmemacher und arbeitete in Kooperation mit dem Västerbotten Museum und dem Schwedischen Fernsehen an Filmen über kleine landwirtschaftliche Betriebe, Bergbauern und Fischer im dünn besiedelten Nordschweden. Außerdem zählen zwei Romane (Brobyggarna und Stationskarl Albin E. Anderssons minnen) sowie eine Sammlung von Kurzgeschichten (Hundhålet) zu seinem Œuvre.
Jonsson erhielt 2001 den Ehrendoktortitel der Universität Umeå. Im Jahre 1993 bekam er den international geschätzten Hasselblad-Preis in Göteborg. Bei der im Mai 2006 in Stockholm eröffneten Fotoausstellung Sune Jonsson meets Walker Evans wurden Jonssons Fotografien der klassischen amerikanischen Dokumentarfotografie der Farm Security Administration gegenübergestellt.
Im Herbst 2006 waren einige Fotografien aus seinem Debüt-Buch Byn med det blå huset bei der Fotoausstellung In the Face of History – European Photographers in the 20th Century in der Londoner Barbican Art Gallery vertreten. 2007 wurde ihm für Och tiden blir ett förunderligt ting der schwedische Fotobuchpreis verliehen.
Sune Jonsson lebte zuletzt mit seiner Frau Stina in Umeå.

## Publikationen
- Byn med det blå huset (1959).
- Timotejvägen (1961).
- Hundhålet (1962).
- Bilder av Nådens barn (1963).
- Bilder från den stora flyttningen (1964).
- Bilder av Kongo (1965).
- Sammankomst i elden (1966).
- Bilder från bondens år (1967).
- Bilder från Bornholm (1967).
- Prag augusti 1968 (1968).
- Brobyggarna (1969).
- Minnesbok över den svenske bonden (1971).
- Stationskarl Albin E. Anderssons minnen (1974).
- Jordabok (1967).
- Örtabok (1979).
- Dagar vid havet (1981).
- Blombok (1983).
- Hemmavid (1986).
- Tiden viskar - en småbrukarfamilj 1960–1990 (1991).
- Sune Jonsson - Photographs by the recipient of the Hasselblad Prize (1993).
- Jordgubbar med mjölk (1994).
- Husen vid Himlastigen (1998).
- Album – fotografier från fem decennier (2000).
- Tiden blir ett förunderligt ting. Fotografier av människor och landskap (2007).

## Belege
1. 1 2  Sune Jonssons biografi. In: sällskapetsunejonsson.se. Abgerufen am 22. März 2025 (schwedisch).
2. ↑  Hedersdoktorer Humanistisk fakultet Umeå universitet (Memento des Originals vom 9. August 2017 im Internet Archive)  Info: Der Archivlink wurde automatisch eingesetzt und noch nicht geprüft. Bitte prüfe Original- und Archivlink gemäß Anleitung und entferne dann diesen Hinweis.

| Personendaten    | Personendaten                                               |
| ---------------- | ----------------------------------------------------------- |
| NAME             | Jonsson, Sune                                               |
| ALTERNATIVNAMEN  | Jonsson, Olov Sune                                          |
| KURZBESCHREIBUNG | schwedischer Dokumentarfotograf, Dokumentarfilmer und Autor |
| GEBURTSDATUM     | 20. Dezember 1930                                           |
| GEBURTSORT       | Nyåker, Nordmaling (Gemeinde)                               |
| STERBEDATUM      | 30. Januar 2009                                             |
| STERBEORT        | Umeå                                                        |